# Pandaruan
Pandaruan (malajski: Sungai Pandaruan) je rijeka koja čini međunarodnu granicu na otoku Borneo, između okruga Temburonga, Brunej i okruga Limbang, Malezija. Ulijeva se u Brunejski zaljev.

## Povijest
Dana 4. svibnja 1968., 67. nezavisni poljski odred Gurki Kraljevskih inženjera Gurka izgradio je prvu cestu uz rijeku.
Erozija tla uništila je cestu koja povezuje Kampong Belais i Buda-Budi početkom 2000-ih.
Most Pandaruan, koji je također poznat kao most prijateljstva između Bruneja i Malezije, prelazi rijeku koja povezuje Pandaruan u Sarawaku u Maleziji i Kampong Puni u Temburongu u Bruneju. Otvaranjem mosta 8. prosinca 2013. godine ukinut je trajektni promet koji je tada bio jedini način prelaska rijeke preko rijeke.
Brunej i Malezija imaju granične prijelaze na tim mjestima. Kuće za odmor trebale su biti završene do kraja 2019.